# تخت‌باله‌ایان
تخت‌باله‌ایان(نام علمی: Platypterygiinae) نام یک زیرخانواده از تیره چشم‌خزندگان است.